# 杨武布依族苗族乡
杨武布依族苗族乡是中华人民共和国贵州省安顺市西秀区下辖的一个民族乡。

## 行政区划
杨武布依族苗族乡下辖以下村级行政区划单位：
杨武村、塘寨村、毛栗村、蒙弄村、补董村、猛邦村、老凹村、白水村、长冲村、小寨村、杨平村、顺河村、石关村、贬王村、高家村、石头村、翁庆村、云合村、大屯村和杉木村。